# 大峰山 (湯沢町)
大峰山（おおみねやま）は、新潟県南魚沼郡湯沢町にある山である。東麓には、越後湯沢温泉や上越新幹線越後湯沢駅があり、山頂からは日本百名山の巻機山・飯士山や上越国境の山々と湯沢町内から魚沼盆地まで見渡せる展望休憩所がある。

## 登山コース
- 湯沢高原から約40分。
- 神立温泉からNASPAスキーガーデンを登る「大峰百番観音」コースで約2時間。

## アクセス
- 上越新幹線越後湯沢駅から湯沢高原ロープウェイまで徒歩で約10分。
- 上越新幹線越後湯沢駅から神立温泉まで徒歩で約30分。南越後観光バスで約15分。